# チョン (バンド)
チョン（Chon）は、アメリカ合衆国カリフォルニア州オーシャンサイド出身の4人組マスロック・バンド。2008年結成。スメリアン・レコードと契約している。

## メンバー
- エリック・ハンゼル (Erick Hansel) - ギター、ボーカル (2008年– )
- マリオ・カマレナ (Mario Camarena) - ギター (2008年– )
- ネイザン・カマレナ (Nathan Camarena) - ドラム (2008年– )
- イザイア・カマレナ (Esiah Camarena) - ベース (2008年–2010年、2016年– )

### 旧メンバー
- ドリュー・ペリセック (Drew Pelisek) - ベース、ボーカル (2012年–2016年)

## ディスコグラフィ

### スタジオ・アルバム
- Grow (2015年、Sumerian)
- Homey (2017年、Sumerian)
- 『チョン』 - Chon (2019年、Sumerian)

### EP
- Newborn Sun (2013年)
- Woohoo! (2014年)

## 日本公演
- 2017年「The Homey Japan Tour 2017」

10月3日 渋谷WWW、10月4日 心斎橋CLAPPER、10月5日 京都・GATTACA、10月6日 名古屋・JAMMIN’
10月8日 富士宮市・朝霧アリーナ（朝霧JAM）
- 2019年「フジロックフェスティバル2019」

7月28日 湯沢町・苗場スキー場
- 2020年「JAPAN TOUR 2020」

2月3日 梅田CLUB QUATTRO、2月4日 名古屋CLUB QUATTRO、2月5日 渋谷CLUB QUATTRO